# لوتی‌های معتدله
لوتی‌های معتدله (نام علمی: Percilia) نام یک سرده از تیره ماهیان لوتی معتدله است.